# Суннюн

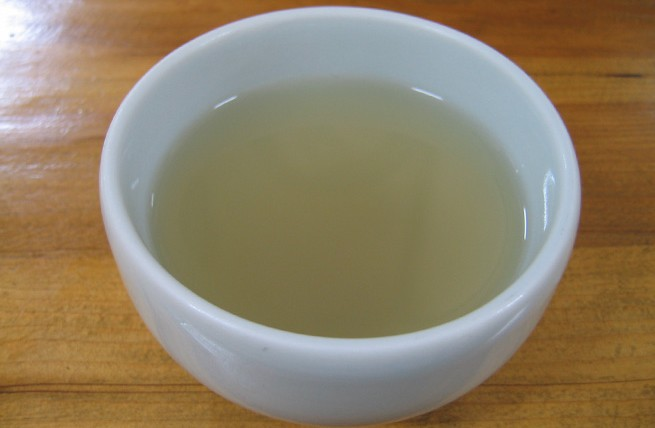
Суннюн

Суннюн (кор. 숭늉) — корейський традиційний напій, який отримують після приготування рису.
Після википання води при приготуванні рису в каструлі або казані, на дні посуду утворюється темна хрустка рисова скоринка — нурунджі (кор. 누룽지). При цьому треба стежити, щоб скоринка не дуже почорніла. Після цього в каструлю додають воду і дають покипіти до тих пір, поки напій не візьме в себе смак нурунджі. Традиційно суннюн подають після їжі для поліпшення травлення, але також напій може замінювати повноцінний сніданок для людей, які страждають відсутністю апетиту вранці.
Напій втратив колишню популярність з появою електричних рисоварок, які не дозволяють рису підгорати. Однак в кінці XX століття суннюн став потихеньку повертати колишні позиції, з'явилися також рисоварки з функцією приготування нурунджі.